# Samui ne
Singles de S/mileage
Suki yo, Junjō Hankōki
(2012) Tabidachi no Haru ga Kita
(2013)
 Samui ne.  (寒いね。) est le 12e single "major" (et 16e single au total) du groupe de J-pop S/mileage.

## Présentation
Le single, écrit, composé et produit par Tsunku, sort le 28 novembre 2012 au Japon sur le label hachama, trois mois après le précédent single du groupe, Suki yo, Junjō Hankōki. Il atteint la 6e place du classement des ventes de l'oricon. Il sort aussi en quatre éditions limitées notées "A", "B", "C", et "D", avec des pochettes différentes, et pour les trois premières un DVD différent en supplément (la "D" n'a pas de DVD, mais comporte un ticket de loterie pour participer à un event). Le single sort aussi au format "Single V" (DVD contenant le clip vidéo) une semaine plus tard, le 5 décembre 2012.
La chanson-titre figurera sur le deuxième album original du groupe, 2 Smile Sensation, qui sortira six mois plus tard. La chanson en "face B", Watashi, Choito Kawaii Urabanchō, figurera sur la compilation de 2015 S/mileage / Angerme Selection Album "Taiki Bansei".

## Formation
Membres du groupe créditées sur le single :
- Ayaka Wada
- Kanon Fukuda
- Kana Nakanishi
- Akari Takeuchi
- Rina Katsuta
- Meimi Tamura

## Liste des titres
Single CD
1. Samui ne.  (寒いね。?)
2. Watashi, Choito Kawaii Urabanchō  (私、ちょいとかわいい裏番長?)
3. Samui ne. (instrumental)  (寒いね。...?)

DVD de l'édition limitée "A"
1. Samui ne. (Yuki Ni Negai Wo. Ver.)  (寒いね。（雪に願いを。Ver.）?)

DVD de l'édition limitée "B"
1. Samui ne. (Group Shot Ver.) (寒いね。...?)

DVD de l'édition limitée "C"
1. Samui ne. (Group Shot Ver. II) (寒いね。...?)

Single V (DVD)
1. Samui ne.  (寒いね。?) (clip vidéo)
2. Samui ne. (Close-up Ver.) (寒いね。...?)
3. Making Eizō  (メイキング映像?) (making of)